# Maria Arrillaga
María Arrillaga (1940) es una poetisa puertorriqueña que ha sido profesora en la Universidad de Puerto Rico, campus de Río Piedras. Enseñó en el Departamento de castellano en el Campus de Río Piedras de la UPR. Es miembro del Comité de Mujeres del PEN, y también fue secretaria. Es autora de varios libros de poesía. Actualmente vive en la ciudad de Nueva York, y en el Barrio Viejo de San Juan, San Juan, Puerto Rico.
De acuerdo a Francisco Matos Paoli, la poética de Maria Arrillaga participa en la «desmitificación de la cultura convencional», tanto en la reivindicación de la naturaleza sexual humana y en su compromiso con la justicia social.
Ha colaborado con las revistas Confrontation, Cupey, Festa Da Palabra, PEN International, y Tercer Milenio.
La Dra. Arrillaga fue la finalista del año 1996 en ficción, en el Institute of Latin American Writers. En Puerto Rico, ha sido objeto de galardones por poesía, ensayos, y ficción.
Arrillaga se ha desempeñado como presidenta del Centro Puerto Rico del PEN Club Internacional; y secretaria del Comité de Escritores de la Mujer del PEN International. Trabaja en un libro de memorias titulado The Guava Orchard, y de una colección de poesía, Flamingoes in Manhattan.

## Credenciales académicas
- 1987 – Ph.D. magna cum laude, Universidad de Puerto Rico. Especialidades: América Latina, y Literatura de Puerto Rico, estudios feministas
- 1976 – Universidad de Dijon, Francia. Curso avanzado, seis créditos
- 1966 – M.A. Escuela de Educación New York University, Nueva York. Especialidad: castellano
- 1961 – B.S. Universidad de San Luis, San Luis, Misuri. Especialidad principal: inglés; secundaria: castellano, teología, filosofía

## Experiencia profesional
- 2002-2005 Profesora adjunta de español, New York City Technical College, Brooklyn, NY
- 1993-94 Profesora visitante, York College, Queens (CUNY), Courses in Women's Literature and Creative Writing.
- 1973-2001 Profesora de castellano, College of General Studies, Universidad de Puerto Rico, Río Piedras Campus
- 1971-73 Escritora en el Departamento de Prensa de Educación, Hato Rey, Puerto Rico
- 1970-71 Instructora de Arte y Música de Puerto Rico, New York City Technical College, Brooklyn, New York
- 1969-70 Instructora sustituta en el Onteora High School, Woodstock, New York; y en el Astor Home for Challenged Children, Rhinebeck, New York.
- 1968-69 Instructora de español, Programa SEEK de la City University of New York, Centro Universitario, 154 West 71st Street, New York City
- 1967-68 Directora Recreacional, Programa Yo Espío la Salud, Beth Israel Hospital, 90 Nathan D. Paerlman Place, New York City.
- 1966-67 Maestra de castellano, O. Henry School, 17th Street, New York City (Sistema escolar público)
- 1965-66 Maestra de castellano, Yeshiva Rabbi Samson Raphael Hirsch, 91 Bennet Avenue, New York City
- 1962-63 Tipeadora, traductora, intérprete en el St. Luke's Hospital

## Publicaciones literarias

### Poética

#### Colecciones
- Los silencios de Maria Bibiana Benítez. 70 pp. ISBN 9780865813755, ISBN 0865813752 2001

- Yo soy Filí Melé ("I am Fili Mele") compilación de trabajos anteriores y de dos colecciones adicionales no publicados. Río Piedras, Puerto Rico, Prensa de la Universidad de PR, 1999, 276 pp.

- Frescura 1981 ("Freshness 1981") Río Piedras, Puerto Rico, Mairena, 1981, 112 pp.

- Poemas 747, Poems 747. Madrid, Seteco, 1977, 50 pp.

- Cascada de sol ("Cascade of sun") San Juan, Puerto Rico, Instituto de Cultura de Puerto Rico, 1977, 92 pp.

- New York in the Sixties, Youlgrave, Bakewell, Derbyshire, Inglaterra, Hub Publications Ltd, 1976, 20 pp.

- Vida en el tiempo ("Life in time"), San Juan, Instituto de Cultura de Puerto Rico, 1974, 134 pp.

#### Poética en revistas literarias, periódicos y en Internet
- “Christine/Cristina/Christa”, Identidad, revisión literaria, editor, Leticia Ruiz, Colegio Regional de Aguadilla, PR, 2009

- “Crisantemos/Chrysantemums”, Sequoyah #21, revisión literaria de internet, Gabriela López, Carlos Dzur, editores, 2009

- “Elegía para Anya/Elegy For Anya”, Sequoyah #22, revisión literaria de internet, Gabriela López, Carlos Dzur, editores, 2009

- “Scars”, revisión literaria de internet, Woodstock Poetry Society, www.woodstockpoetry.com, Phillip Levine, editor, 2007

- The Blue Angel, WestView, The New Voice of the West Village (junio de 2009)[7]

- "Propúxenme a vivir", O Correo Galego, Galicia, España, 21 de mayo de 1995, p. 56. Traducción de Úrsula Heinze

- "Set on living", PEN International, XLII, 2, 1992, p. 74-75

- "Entonces" ("Then"). Mairena, 1989, XI, 28, p. 84

- "Little feet cold", Sargasso. English Department, College of Humanities, Universidad de Puerto Rico, Río Piedras, 1988, 5, p. 32

- "A las poetas de mi generación" ("To the Poets of my Generation") El reportero, San Juan, otoño de 1983

- "Escuchando la Novena sinfonía de Beethoven" ("Listening to Beethoven's Ninth Symphony") Mairena, Río Piedras, otoño de 1982, IV, 10, p. 86

- "Meláncolica camino" ("Melancholy I Walk") Mairena, Río Piedras, primavera de 1982, IV, 9, p. 79

- "Meteóricamente" ("Meteor Like") Ausubo, review of The Colegio Regional de la Montaña, Utuado, Puerto Rico, marzo de 1982, I, 2, p. 41

- "El hombre es una rosa" ("The Man Is a Rose"), "Trazo una línea negra sobre mi párpado", "Accenting my eye line with Kohl". Renacimiento, Río Piedras, Puerto Rico, julio–diciembre de 1981, I, 2, p. 91 92

- "Hoy me vestí para mí" ("Today I Dressed for Myself") El Mundo, San Juan, 13 de diciembre de 1981

- "Se esclarece mi casa" ("My House Lights Up") El Mundo, San Juan, 8 de noviembre de 1981, p. 13 C

- "Este es el mundo del terror" ("This is the World of Terror"). "Claridad", "En Rojo", San Juan, 30 de enero-5 de febrero de 1981, p. 9

- "Al tío Fan" ("To my Uncle Fan") "El vocero", San Juan, 29 de noviembre de 1980, p. 16

- "Poemas de María Arrillaga" ("Poems by María Arrillaga") "Claridad", "En rojo", San Juan, 28 de noviembre al 4 de diciembre de 1980, p. 12

- "Hágase la luz" ("Let There Be Light"), "Último tango" ("Last Tango"), "Muñecos en mi mente" ("Rag Dolls in my Head") Mairena, Río Piedras, otoño de 1979, I, 2, p. 31

- "Todi", "Villa Gregoriana". Revista/Review Interamericana, Interamerican University of Puerto Rico, Hato Rey, Puerto Rico, 1978, VIII, 1, p. 31

- "Poemas de María Arrillaga" ("Poems by María Arrillaga"). "Claridad", "En rojo", San Juan, 24 al 30 de junio de 1977, p. 19

- "Meteóricamente" ("Meteor Like") Guajana, San Juan, enero-marzo de 1977, 5, p. 1

- "Sleep". IPSE, International Poetry Society, Youlgrave, Bakewell, Derbyshire, Inglaterra, Hub Publications, julio de 1976, 3, p. 40

- "Cuento de hadas" ("Fairy Tale"). "El Mundo", San Juan, 11 de enero de 1976, p. 6 B

- "Dreams". NOW, Jamaica, primavera de 1974, 4/5, p. 22

- "De ocho a cuatro y media de la tarde" ("From Eight to Four O'clock in the Afternoon"), "En un plato de arroz con habichuelas" ("In a Plate of Rice and Beans") Comunidad, Iberoamerican University, México, diciembre de 1973, VIII, 46, p. 679 681

- "Canción" ("Song") Atenea, College of Arts and Sciences, University of Puerto Rico, Mayagüez, septiembre de 1973, X, 3, p. 134

- "Dos poemas" ("Two Poems") Sin nombre, San Juan, julio–septiembre de 1973, IV, 1, p. 42 43

- "To a Folk Singer", NOW, Jamaica, otoño de 1973, 3, p. 15 17

- "La lámpara mágica" ("The Magic Lamp") Revista del Instituto de Cultura Puertorriqueña, San Juan, enero–marzo de 1973, XVI, 58, p. 37 38

- "Viernes santo" ("Good Friday"), "Cuento de hadas" ("Fairy Tale") Comunidad, México, diciembre de 1972, VII, 40, p. 695 698

- "Kiss the Goldfish", NOW, Jamaica, 1972, 1, p. 22 24

### Ficción

#### Novelas
- Mañana Valentina ("Tomorrow Valentina") Institute of Puerto Rican Culture and Room of One's Own Publisher, Chile, 1995

#### Cuentos (en revistas literarias y periódicos)
- "Enero" ("January") Festa da palabra silenciada, Galicia, España, invierno de 1991, p. 155-157

- "January", Gloria Waldman, traductora, Mother Tongues, Ganges, B.C. Canadá, invierno de 1991, 2, p. 63 66

- "Mosquito", "Claridad", "En rojo", San Juan, 21, 27 de abril de 1989, p. 24

- "Del gato" ("Cat") Anales, Society of Puerto Rican Authors, VII, 7, 1987 88, p. 109 110

- "En voces de mujer" ("Women's Voices") Islote, Hormigueros, P. R. diciembre de 1987, II, 1, p. 115 118

- "De los vestidos" (|"From Many Dresses") Caribán, Río Piedras, Cultural, enero-agosto de 1987, II, 1 2, p. 10 11

- "De la nostalgia" ("About Nostalgia") Cupey, Colegio Universitario Metropolitano, Río Piedras, julio–diciembre de 1986, III, 2, p. 141 143

- "Con Adele H." ("With Adele H") Islote, Hormigueros, P. R. diciembre de 1985, I, 1, p. 39 41

- "De rojo" ("In Red") Talleres, P. R. Jr. College, Río Piedras, 1985, III, 3 4, p. 133 135

- "De los violines" ("Violins") Cupey, Colegio Universitario Metropolitano, Río Piedras, julio–diciembre de 1984, I, 2, p. 167 173

- "De los espejos" ("Mirrors") Mariel, New York, otoño de 1984, II, 7, p. 9 10

- "Del gato" ("Cats") Talleres, Puerto Rico Jr. College, Río Piedras, II, 2, enero–junio de 1984, p. 85 86

- "En reticencia": una estética para el futuro" (fragmento) ("In Reticence": an Aesthetic for the Future (fragment)) Anales, Sociedad de autores puertorriqueños, Society of Puerto Rican Authors, San Juan, 1983–84, p. 75 76

- "Una cuestión de tamaño" ("Size") "Claridad", "En rojo", San Juan, 21–27 de noviembre de 1980, p. 9

- "Lost Baby". NOW, Jamaica, primavera de 1974, 1, p. 22 24

### Ensayos

#### Prólogos
- "El tango del amor homoerótico en Debellaqueras de Daniel Torres"/"Tango of Homoerotic Love in Debellaqueras of Daniel Torres", Debellaqueras, colección de poética por Daniel Torres, Isla Negra Editores, San Juan, Santo Domingo, 2009

- "Prologue" to Cuadernos de taller/Literary Workshop Sample, Taller de redacción de memorias/Memoir Writing Workshop, San Juan, PR, Institute of Puerto Rican Culture, 2002

- "El pan nuestro de cada día"/"Our Daily Bread", prólogo de una colección de historias cortas por Evelyn Cruz, Cidra, Puerto Rico, 2001

- “Taller de poesía-1981”, prólogo a la edición de un taller de poesía, Facultad de Estudios Generales, Universidad de Puerto Rico, 1981

#### En guías de libros, periódicos y revisiones
- “The Conservatory Garden”, p. 338; The Booklyn Botánica Garden, p. 435; City Secrets, New York City, New York, The Little Book Room, editor, Robert Kahn, 2002

- "La llegada" ("The Arrival") "Claridad", "En rojo", San Juan, 5 al 11 de mayo de 1989, p. 23

- "El manjar necesario de la poesía" ("Poetry as Necessary Precious Nourishment") "Diálogo", Río Piedras, abril de 1989, p. 24

- "U.P.R.". "El Nuevo Día", San Juan, 21 de enero de 1989, p. 55

- "Ante el monumento a Eugenio María de Hostos" ("In Front of the Monument to Eugenio María de Hostos") El Antillano, Boletín del círculo martiano, San Juan, 1986, II, 1, p. 5

- "No ha muerto el tío Fan" ("Uncle Fan Has not Died") "El Reportero", San Juan, 21 de mayo de 1985, p. 17

- "Areyto". Educación, Departamento de Instrucción Pública, Hato Rey, P.R. junio de 1973, 37, p. 202 204

### Literatura infantil
- Artículos, poemas, cuentos (inglés y castellano), traducciones (inglés al castellano) Revista Escuela, Departamento de Instrucción Pública, Hato Rey, Puerto Rico, febrero–marzo de 1972, diciembre–enero de 1973–1974

#### Poesía
- "My Angel and Me", abril–mayo de 1973, XXIII, 5, p. 27

- "Thanksgiving is Giving Thanks", octubre–noviembre de 1972, XXIII, 2, p. 27

- "I want To Be the Color of the Sun", abril–mayo de 1972, XXII, 5, p. 24

- "Quiero ser color de sol", abril–mayo de 1972, XXII, 5, p. 25

- "Saint Elena", febrero–marzo de 1972, XXII, 4, p. 23

#### Historias
- "If I Close My Eyes it Snows", diciembre–enero de 1973-74, XXIV, 2,k p. 24–25

- "Froggy the Frog", febrero–marzo de 1973, XXIII, 4, p. 24–25

- "Tale Without End", agosto–septiembre 1973, XXIV, 1, p. 30–31

- "A Present for the Kings", diciembre–enero de 1972-73, XXIII, 3, p. 24–26

- "Grandfather Story", octubre–noviembre de 1972, XXIII, 2, p. 24–25

#### Dramaturgia
- School of Fish, febrero–marzo de 1973 XXIII, 4, p. 24–25

- A Group of Friends, agosto–septiembre de 1972, XXIII, 1, p. 24–26

#### Artículos
- "What is Christmas", diciembre–enero de 1972-73, XXIII, 3, p. 23

- "A Very Special Puerto Rican Christmas Greeting", diciembre–enero de 1972-73, XXIII, 3, p. 29–31

- "El reino de la tierra" ("The Kingdom of the Earth") octubre–noviembre de 1972, XXIII, 2, p. 12–15

- "Puerto Rican Fall", agosto–septiembre de 1972, XXIII, 1, p. 27–29

- "Summer is Fun", abril–mayo de 1972, XXII, 5, p. 23

- "Florencio Cabán", febrero–marzo de 1972, XXII, 4, p. 18–21

#### Entrevistas
- "Científicos en ciernes" ("Beginning Scientists") agosto–septiembre de 1973, XXIV, 1, p. 7–12

- "Helen Roche: Una joven que ha llegado lejos" ("Helen Roche": An Accomplished Young Woman") octubre–noviembre de 1972, XXIII, 2, p. 19-21

- "De entrevista con Luz Hilda Molina" ("Interview with Luz Hilda Molina") agosto–septiembre de 1972, XXIII, 1, p. 14–15

#### Traducciones: inglés al castellano
- "Operación traiganlos vivos" ("Operation Bring Them Alive") febrero–marzo de 1973, XXIII, 4, p. 20–21

- "Nombres de países pueden convertirse en pesadilla de cartógrafos" ("Names of Countries Can Become Cartographer's Nightmares") diciembre–enero de 1972–73, p. 14–15

- "Fabricantes de lluvia pueden exagerar su tarea" ("Rain Makers Can Overdo Themselves") febrero–marzo de 1972, XXII, 4, p. 17–18

#### Traducciones: castellano al inglés
- "Rapunzel", diciembre–enero de 1973-74, XXIV, 3, p. 28–29

- "My Ship", febrero–marzo de 1973, XXIII, 4, p. 29

### Biografías literarias
- "Encuentros con Manuel" ("Encounters with Manuel") "Claridad", En Rojo, San Juan, 9-15 de noviembre de 1990, p. 30

- "Hasta siempre, Manuel" ("Till always, Manuel") El Mundo, "Puerto Rico Ilustrado", San Juan, 14 de octubre de 1990

- "La mujer como escritora: escritura de mujer" ("Woman as Writer: Writing by Woman") La revista del Centro de Estudios Avanzados de Puerto Rico y el Caribe, San Juan, enero–junio de 1987, 4, p. 102 107

- "La mujer como escritora: escritura de mujer". Talleres, P. R. Jr. College, Río Piedras, 4, 2, 1987, p. 107 117

- "Historia de una censura III" ("A Case of Censorship III") En: Imágenes e identidades: el puertorriqueño en la literatura de Asela Rodríguez de Laguna, Río Piedras, Huracán, 1985, p. 161 168

- "A Manuel de María" ("To Manuel From María") "Claridad", En Rojo, 30 de enero de 30 – 5 de febrero de 1981, p. 9

- "El poeta: trabajador del pensamiento" ("The Poet as Intellectual Worker") "El Mundo", San Juan, 4 de enero de 1981, p. 10 A

- "Entrevista con María Arrillaga" ("Interview: María Arrillaga") Mairena, Río Piedras, otoño de 1979, I, 2, p. 31 36

- "Carta abierta al crítico literario" ("Open Letter to the Literary Critic") "El Mundo", San Juan, noviembre de 1978, p. 10 B

- "These Streets That Are Not Mean, a memoir", Confrontation: A Literary Journal of Long Island University, N.º 56/57, verano/otoño de 1995, p. 47–55

- "El mundo de mi infancia: homenaje a Nilita" ("When I Was a Child: Tribute to Nilita") La Torre (NE), San Juan, julio–diciembre de 1993, VII, 27–28, p. 695–705

### Trabajos incluidos en antologías
- “Asesinato en las galerías de Vicente Van Gogh: los dibujos" ("Murder in the Vincent Van Gogh Galleries: The Drawings”) Noches de Cornelia: A Bilingual Anthology of Contemporary Poets. Ediciones Godot, Buenos Aires, Argentina, Madeline Millán, ed. 2008

- “Cicatrices” (“Scars”). En: La mujer rota, editó Patricia Medina, Literalia Editors, Guadalajara, México, 2008, p. 73

- “Yo soy Filí Melé”. En: Literatura puertorriqueña del Siglo XX, antología, editó Mercedes López Baralt. Univ. de Puerto Rico Press, Río Piedras, 2004, p. 960

- "Propúxenme vivir" ("I Have Decided to Live") Traducción al gallego del original en castellano, en la antología de Versos de Terras Distantes, Edición de Úrsula Heinze de Lorenzo, "O Correo Galego", España, Santiago de Compostela, 1995, p. 140-141

- Varios poemas incluidos en These Are Not Sweet Girls: Poetry by Latin American Women, editó Marjorie Agosin, Fredonia, N. Y. White Pine Press, 1994

- "Como Raquel" ("Like Raquel"), "Rosa/Filí", "Filí/Beatriz", poemas, Yo soy... I am: A Celebration of Women Latina Poets, Iris Chen, editor, New York, Nuyorican Poets Café, 15 de diciembre de 1993

- Poemas incluidos en New Voices (IX Poetas), Madrid, Torremozas, p. 7-12, 1992

- "Me he propuesto vivir", "Frescura", "Filí/María", Festa de la Poesía, Palau de la Música Catalana, Barcelona, P.E.N. Congress, abril de 1992, p. 25–30

- Sueño, Dream, Rêve; Joven, Youth, Jeune. Paraula de dona, Barcelona, P.E.N. Congress, abril de 1992, p. 5-12

- "Felícita/Filí", Cuadernos de poesía nueva, New Poetry Collection. Asociación Prometeo de Poesía, Madrid, marzo de 1992, p. 47

- Varios poemas incluidos en: Pedro López Adorno, Papiros de Babel (Papyrus from Babel) San Juan, Univ. de Puerto Rico Press, 1991

- "En una sola torre" ("In One Single Tower)", San Juan, Guajana, XXV, 1987 p. 77 95

- "La lámpara mágica" ("The Magic Lamp") En: Theressa Ortiz de Hadjopoulos, Antología de la mujer puertorriqueña / Anthology of Puerto Rican Women Writers, New York, Península Publishing, 1981, p. 13 15

- "Pigeon Wing Fly". En: Nick Toczek, Melanthika, an anthology of Pan Caribbean Writing, Birmingham, England, Little Word Machine, 1977, p. 12

- "I Want for my Name", traducción del poema "Quiero para mi nombre" por Ángela María Dávila, en: Alone Amidst All This Noise, una colección de poesía por mujeres, New York, Four Winds Press, 1976, p. 103

- "Cinco poemas" ("Five Poems") En: Lydia Zoraida Barreto, Poemario de la mujer puertorriqueña (Poetry by Puerto Rican Women), San Juan, Instituto de Cultura Puertorriqueña, Literatura hoy, I, I, 10, octubre de 1976, p. 47 51

- "Like a Chambered Nautilus". En: William LLoyd Griffin, Quality American Poetry 1975–76, III, Huntington, West Virginia, Valley Publications, 1976, p. 12

- Traducciones al inglés de la poesía de Evaristo Ribera Chevremont, Julia de Burgos, José María Lima, Marina Arzola, Ángela María Dávila, en: Alfredo Matilla y Iván Silén, The Puerto Rican Poets, New York, Bantam, 1972

## Galardones y honores
- Premio otorgado por la Academia de la Lengua Española de Puerto Rico para la mejor disertación de Ph.D. del año en el Departamento de Estudios Hispánicos de la Univ. de Puerto Rico, mayo de 1987. Título de disertación: "An Introduction to Feminist Literary Criticism: Three Puerto Rican Authors: Edelmira González Maldonado, Anagilda Garrastegui, Violeta López Suria"

- Primer Premio, Institute of Business Administration, P. R. Junior College, Mayagüez, 1982. Los silencios de María Bibiana Benítez, María Bibiana Benítez' Silences, San Juan, Institute of Puerto Rican Culture, 1985, 70 pp.

- Finalista por Ficción, Premio 1996 Literatura Latina, Instituto de Escritores Latinoamericanos\Latin American Writer's Institute, Isaac Goldenberg, director, Eugenio María de Hostos College, New York

- Mañana Valentina, novela, finalista en Letras de Oro Contest esponsoreada por la Universidad de Miami, 1994

- Primer premio, cuento. "En reticencia" ("In reticence") Institute of Business Administration, P. R. Jr. College, Mayagüez, P. R. diciembre de 1992

- Medalla de Honor, Josefina Romo Arregui Memorial Foundation por contribuciones a la literatura, New York, 1990

- Primer premio, cuento, Institute of Business Administration, Puerto Rico Jr. College, Mayagüez, P. R. diciembre de 1984

- Primer Premio, Institute of Puerto Rican Literature, 1981, por Frescura 1981 (Freshness 1981) Río Piedras, Mairena, 1981, 112 pp.

- Mención Honorable del Institute of Puerto Rican Literature 1977, por Poemas 747, Madrid, Seteco, 1977, 50 pp.

- Primer Premio, Puerto Rican Athenaeum 1972, por Vida en el tiempo, San Juan, Institute of Puerto Rican Culture, 1974, 134 pp.

Incluida en varios diccionarios bibliográficas(muestra) hasta 2009
- Two Thousand Notable American Women, American Biographical Institute, Inc. 1992

- The International Who's Who of Contemporary Achievement, International Biographical Centre, Cambridge, England, 1983

- The World Who's Who of Women, ibíd. 1983

- Tercera edición de Directory of Distinguished Americans, American Biographical Institute, 1983

- International Directory of Distinguished Leadership, ibíd.

- Foremost Women of the 20th century, India, Biography International

- Diccionario de personalidades puertorriqueñas de hoy. Archivo Biográfico Puertorriqueño, 1978–79

- International Authors and Writers Who's Who. International Biographical Center, Cambridge, Inglaterra 1982

- International Who's Who in Poetry, ibíd. 1982

- Dictionary of International Biography, ibíd. 1983

- Diccionario de personalidades puertorriqueñas de hoy. Archivo Biográfico Puertorriqueño, 1978–79

- Invitada como profesora invitada en la Universidad de Morón, Argentina, 1993

## Próximas publicaciones
- The Guava Orchard, A Puerto Rican Memoir[8]

- Flamingos en San Juan/Flamingoes in Manhattan, colección de poesía bilingüe inglés-castellano[9]

## Publicaciones académicas y otros trabajos

### Crítica literaria
- "Nota sobre la novela puertorriqueña de hoy: Pedro Juan Soto, Luis Rafael Sánchez, Carmelo Rodríguez Torres, Edgardo Rodríguez Juliá" ("About Contemporary Puerto Rican Novelists: Pedro Juan Soto, Luis Rafael Sánchez, Carmelo Rodríguez Torres, Edgardo Rodríguez Juliá"), Revista de Estudios Generales, Universidad de Puerto Rico, Río Piedras, enero–junio de 1987, I, 1, p. 65 71

- "Una rosa deslumbrantemente verde: poética de Evaristo Ribera Chevremont" ("A Dazzling Green Rose: The Poetry of Evaristo Ribera Cheveremont"), Revista del Instituto de Cultura Puertorriqueña, San Juan, enero- febrero- marzo, XXV, 91, 1986, p. 22 33

- "Presencia de don Federico de Onís en la literatura puertorriqueña: La poesía post modernista en Puerto Rico" ("Federico de Onís and Post Modernist Literature in Puerto Rico"), Revista de Estudios Hipánicos, Universidad de Puerto Rico, Río Piedras, 1985, XII, p. 215 218

- "Los heraldos negros de César Vallejo: Apreciación de conjunto y análisis formal de algunos poemas" ("The Black Heralds by César Vallejo"), Revista del Instituto de Cultura Puertorriqueña, San Juan, octubre–diciembre de 1984, p. 37 41

- "Enajenación social y lingüística en La guaracha del Macho Camacho" ("Linguistic and social alienation in Macho Camacho's Beat"), Homines, Universidad Interamericana de Puerto Rico, Hato Rey, P. R. febrero- diciembre de 1983, 7, 1 2, p. 39 52

- "Enajenación social y lingüística en La guaracha del Macho Camacho de Luis Rafael Sánchez" (versión abreviada) Hispamérica, Gaithersburg, Maryland, abril–agosto de 1983, XII, 34/35, p. 155 164

- "La ideología en un texto de primaria puertorriqueño" ("Ideology in an Elementary School Text") Hispania, AATSP, mayo de 1982, 65, 2, p. 266 268

- "`Menos es más' o la obsesión de Gerald Guinness" ("'Less is More', Gerald Guinness's Obsession") "Claridad", "En rojo", San Juan, 12- 19 de marzo de 1982, p. 10 11

- "Problemas de la historiografía literaria puertorriqueña y latinoamericana" ("Problems of Puerto Rican and Latin American Literary History") "Claridad", En rojo, San Juan, 1–7 de enero de 1982, p. 8

### Revisiones de libros
- "Divided Arrival: Narratives of the Puerto Rican Migration 1920 1950", Revista de Historia, San Juan, enero- diciembre de 1988, 7, p. 195 97

- "Isla y mar de Vieques, voz épica de Angel Rigau" ("Island and Sea of Vieques, Epic Voice of Angel Rigau") El Mundo, San Juan, 25 de marzo de 1984, p. 15C

- "Carmelo Rodríguez Torres, La casa y la llama fiera" ("The House and the Fiery Flame by Carmelo Rodríguez Torres") El reportero, San Juan, 14 de julio de 1982, p. 20

### Estudios sobre la mujer, y crítica literaria feminista

#### Libros
- Concierto de voces insurgentes, Concert of Insurgent Voices: Three Puerto Rican Authors, Edelmira González Maldonado, Violeta López Suria, Anagilda Garrastegui, Isla Negra Editors &  Office of the Dean of Graduate Studies, Universidad de Puerto Rico, Río Piedras, 1995

- Escritura de mujer: Un modelo crítico feminista y su applicación a tres autoras puertorriqueñas (Women's Writing: A Feminist Literary Criticism Model: Three Puerto Rican Authors) 842 pp. Ann Arbor, Míchigan (UMI) University Microfilms International, 1993, order # 9328669

- Los silencios de María Bibiana Benítez, María Bibiana Benítez. Silences, San Juan, Puerto Rico, Institute of Puerto Rican Culture, 1985, 70 pp.

#### Obra incluida en antologías y bibliografías
- "Trabajo literario de la mujer en la literatura puertorriqueña de la segunda mitad del Siglo XX" ("Women's Writing in Puerto Rican Literature During the Second Half of the Twentieth Century") 22º Conferences of Puerto Rican Literature, San Juan, Ateneo Puertorriqueño, LEA, 1994, p. 100–116

- "La ruta de Julia de Burgos" ("Julia de Burgos' Voyage") Actas del Congreso Internacional Julia de Burgos, Annals of the Julia de Burgos Congress, Edgar Martínez Masdeu, editor, San Juan, Ateneo Puertorriqueño, 1993, p. 408–415

- "Un currículo balanceado: para no defraudar el ejercicio de la docencia", en: Hacia un currículo no sexista: Integración de los Estudios de la Mujer y el Género en los cursos introductorios de castellano, inglés y ciencias sociales en la Universidad de Puerto Rico. Ed. Yamila Azize ("A Balanced Curriculum: In Order not to Defraud our Mission as Educators", Towards a Non Sexist Curriculum: Integration of Women and Gender Studies in the Introductory Courses of Spanish, English and Social Sciences at the University of Puerto Rico, ed. Yamila Azize"), Proyecto de Estudios de la Mujer, Colegio Universitario de Cayey, Universidad de Puerto Rico, Cayey, Puerto Rico, marzo de 1992

- "Escritura de mujer en la literatura puertorriqueña y universal" ("Women's Writing in Puerto Rican and Universal Literature") Perspectives & Resources: Integrating Latin American and Caribbean Women into the Curriculum and Research, compilado y editado por Edna Acosta-Belén y Christine E. Bose, Center for Latin America and the Caribbean and Institute for Research on Women, Universidad Estatal de Nueva York, Albany, Nueva York, 1991, p. 262–278

- Yamila Azize Vargas y Knana Soldevila Picó. "Mujer y libro en Puerto Rico" ("Women and Books in Puerto Rico", Proyecto de Estudios de la Mujer, Women's Studies Proyect, Colegio Universitario de Cayey, Universidad de Puerto Rico, Cayey, Puerto Rico, 1990, p. 8, 33

#### Trabajos publicados en revistas y periódicos
- "Mujer, literatura y sociedad" ("Women, Literature and Society"), Cupey, review of Metropolitan University, Río Piedras, enero–diciembre de 1992, X, 1 & 2, p. 162–178

- "Casi yo: Marina Arzola" ("Marina Arzola: Almost I"), Cupey, review of the Metropolitan University, Río Piedras, VIII, 1991, p. 152–157

- "Puerto Rican Literature Today: Transforming Desire", PEN International. Londres, Inglaterra. 1991, XLI, 1, p. 91 94

- "Homenaje a Violeta López Suria" ("Homage to Violeta López Suria"), Exégesis, Colegio Universitario de Humacao, Humacao, P. R. octubre–diciembre de 1989, 3, 8, p. 57 61

- "Atisbos feministas en La ruta de su evasión de Yolanda Oreamuno" ("Feminist Signs in The Road of Her Evasion by Yolanda Oreamuno"), Caribbean Studies, Centro de Estudios del Caribe, Center of Caribbean Studies, Univ. de Puerto Rico, Río Piedras, julio–diciembre de 1989, 22, 3 4, p. 47 56

- "La literatura puertorriqueña de hoy: deseo transformador" ("Transforming Desire: Puerto Rican Literature Today") "Claridad", "En rojo", San Juan, 1 a 7 de septiembre de 1989, XXXI, 1909, p. 16 17

- "Escritura de mujer en Edelmira González Maldonado y Anagilda Garrastegui" ("Women's Writing in Edelmira González Maldonado and Anagilda Garrastegui") Revista de Estudios Generales, Universidad de Puerto Rico, Río Piedras, julio de 1988- junio de 1989, 3, 3, p. 284 292

- "Documentos de la otra de Soledad Cruz" ("Documents of the Other by Soledad Cruz"). En: Soledad Cruz, Documentos de la otra, San Juan, Comité puertorriqueño de intelectuales, Puerto Rican Committee of Intellectuals, 1988, p. 147 153

- "La mujer en La sataniada de Alejandro Tapia y Rivera" ("Women in The sataniada by Alejandro Tapia y Rivera"), Revista de Estudios Generales, Universidad de Puerto Rico, Río Piedras, julio de 1987-junio de 1988, II, 2, p. 79 94

- "La narrativa de la mujer puertorriqueña en la década del setenta" ("Narrative of Puerto Rican Women Writers in the Seventies") Homines, Universidad Interamericana de Puerto Rico, Hato Rey, P. R. agosto de 1986-febrero de 1987, 10, 2, p. 339 346, 3ª ed. 2ª ed. enero–junio de 1984, 8, 1, p. 327-334; 1ª edición enero–junio de 1982, 6, 1, p. 43-50

- "El cuento puertorriqueño actual" ("The Contemporary Puerto Rican Short Story"), La revista del Centro de Estudios Avanzados de Puerto Rico y del Caribe, San Juan, julio–diciembre de 1986, 3, p. 27 30

- "Presencia de la mujer en la literatura puertorriqueña contemporánea" ("Women's Writing in Contemporary Puerto Rican Literature"), El sol, revista de la Asociación de maestros de Puerto Rico, Hato Rey, P.R. enero- mayo de 1982, XXV, 4, p. 12 13

- "Luis Palés Matos: poeta de resistencia antillana" ("Luis Palés Matos: Poetry of Antillean Resistance") "Claridad", "En rojo", San Juan, P.R. marzo 10 26 p. 1 5, Honorable Mention, Claridad, 1980